# TV Parental Guidelines

Przykładowa ikona opisująca zawartość programu. 14 oznacza, że program może być nieodpowiedni dla osób poniżej 14 roku życia, a deskryptory pod cyframi oznaczają, że program zawiera ostry lub mocny język (L), sytuacje seksualne (S) i przemoc (V).

TV Parental Guidelines – system oceniania programów telewizyjnych obowiązujący w Stanach Zjednoczonych. Jego celem jest wyróżnienie wieku osób, dla których przeznaczony jest program i informowanie o zawartości materiału, która może być nieodpowiednia dla pewnych osób. Ten system jest oparty na systemie stosowanym przez stowarzyszenie Motion Picture Association of America. System został zaprojektowany w 1996 i zmodyfikowany w 1997.

## Historia
W Ustawie o Telekomunikacji z 1996 Kongres Stanów Zjednoczonych wezwał przemysł rozrywkowy do ustanowienia dobrowolnego systemu ocen programów telewizyjnych, który dostarczałby rodzicom informacji na temat materiału. System ten miał być kompatybilny z V-Chipem, czyli czipem pozwalającym rodzicom na blokadę programów, które uznają za niewłaściwe dla swoich dzieci. Udział w przygotowywaniu systemu brały udział stowarzyszenia: National Association of Broadcasters (NAB), National Cable & Telecommunications Association (NCTA) i Motion Picture Association of America (MPAA).
19 grudnia 1996 ogłoszono powstanie systemu, który był oparty na systemie już używanym przez Motion Picture Association of America. Ustanowiono sześć kategorii wiekowych programów telewizyjnych – TV-Y, TV-Y7, TV-G, TV-PG, TV-14 i TV-M.
1 sierpnia 1997 NAB, NCTA i MPAA przedstawiły zrewidowany system ocen Federalnej Komisji Łączności. Utrzymano dotychczasowy system sześciu kategorii wiekowych i dodano do nich pięć deskryptorów treści – D, L, S, V i FV. Zaproponowano też, aby ikony określonej wielkości symbolizujące poszczególne kategorie wyświetlały się przez 15 sekund na początku każdego ocenionego programu. 12 marca 1998 Federalna Komisja Łączności uznała zaproponowany system za akceptowalny.

## Kategorie
Kategorie są symbolizowane przez określone ustawowo ikony, które muszą wyświetlać się przez 15 sekund na początku każdego ocenionego programu. Ikony mają kształt kwadratu. W górnej części zawsze znajdują się litery TV, pod nimi skrót nazwy kategorii wiekowej, a na samym dole jest miejsce, w którym mogą znajdować się skróty nazw deskryptorów treści.

### Deskryptory treści
Jest pięć deskryptorów treści:
- D (Dialogue, pol. dialog) – sugestywny dialog, może zawierać rozmowy o seksie
- L (Language, pol. język) – mocny lub ostry język
- S (Sex, pol. seks) – sytuacje seksualne
- V (Violence, pol. przemoc) – sceny przemocy
- FV (Fantasy Violence, pol. przemoc w świecie fantazji) – sceny przemocy w programach przeznaczonych dla dzieci[2]

### TV-Y (All Children)
Program odpowiedni dla wszystkich dzieci.
Ten program jest odpowiedni dla wszystkich dzieci. Niezależnie od tego, czy jest animowany, czy aktorski, został specjalnie zaprojektowany dla bardzo młodej publiczności, w tym dzieci od lat 2 do 6. Ten program nie powinien być straszny dla młodszych dzieci. 

### TV-Y7 (Directed to Older Children)
Program przeznaczony dla starszych dzieci, od lat 7.
Ten program może być bardziej odpowiedni dla dzieci, które nabyły umiejętności rozwojowe potrzebne do rozróżnienia fantazji od rzeczywistości. Program może zawierać łagodną przemoc, przemoc komediową lub straszyć dzieci poniżej siódmego roku życia. Rodzice mogą rozważyć odpowiedniość tego programu dla bardzo małych dzieci. W przypadku programów, w których przemoc jest bardziej intensywna, stosuje się deskryptor FV. 

### TV-G (General Audience)
Program przeznaczony dla ogólnej publiczności.
Większość rodziców uważa ten program za odpowiedni dla wszystkich grup wiekowych. Chociaż ocena ta nie oznacza programu przygotowanego specjalnie dla dzieci, większość rodziców może pozwolić młodszym dzieciom oglądać ten program bez nadzoru. Program zawiera niewiele przemocy lub nie zawiera jej w ogóle. Nie występują w nim również mocny język ani sytuacje lub sugestie seksualne. 

### TV-PG (Parental Guidance Suggested)
Zalecany nadzór rodzicielski.
Ten program zawiera materiały, które rodzice mogą uznać za nieodpowiednie dla młodszych dzieci. Zaleca się nadzór rodzicielski jeśli dziecko ogląda ten program, gdyż może potrzebować wyjaśnień lub wskazówek od starszych osób. Program może też zawierać okazjonalnie sugestywny dialog (D), okazjonalnie mocny język (L), okazjonalne sytuacje seksualne (S) lub łagodną przemoc (V). 

### TV-14 (Parents Strongly Cautioned)
Rodzice silnie przestrzegani.
Ten program zawiera materiały, które wielu rodziców może uznać za nieodpowiednie dla dzieci poniżej 14 roku życia. Zachęca się rodziców do zwiększonego nadzoru dzieci oglądających program i przestrzega się przed pozostawieniem dzieci w wieku poniżej 14 lat bez opieki. Program ten może zawierać sugestywny dialog (D), mocny język (L), intensywne sytuacje seksualne (S) lub intensywną przemoc (V). 

### TV-MA (Mature Audience Only)
Program tylko dla dorosłej publiczności.
Ten program został specjalnie przygotowany do oglądania przez dorosłych i dlatego może być nieodpowiedni dla dzieci poniżej 17 roku życia. Ten program może zawierać prymitywny nieprzyzwoity język (L), jawną aktywność seksualną (S) lub brutalną przemoc (V). 